# Deventer
Deventer (nederländska: [ˈdeːvəntər]
 ( lyssna); salländska: Daeventer) är en stad och kommun i provinsen Overijssel i Nederländerna. Kommunens totala area är 134,33 km² (där 3,65 km² är vatten). År 2021 var invånarantalet i kommunen 101 226 invånare. Större delen av staden ligger på den östra sidan av floden Ĳssel, en mindre del av staden ligger även på den västra sidan.
Deventer är en av landets äldsta städer. Platsen omnämns under 800-talet av källor från ärkestiftet i Utrecht. En källa från år 877 omnämner sju gårdar i Daventre portu (Deventers hamn). År 952 omnämns Deventer som en stad som en gåva från ett gåvocertifikat från kung Otto I. Efter att platsen mottagit fler och fler rättigheter och privilegier över tid, mottog den mark från kejsar Henrik V år 1123. Detta tillfälle anses av historiker vara det tillfälle när staden mottog stadsrättigheter av innevånarna. Staden har det äldsta stenhuset, den äldsta parken och med Athenaeumbiblioteket även det äldsta vetenskapliga biblioteket i Nederländerna.

## Uttal
Deventer uttalas med betonat långt e som i vet i första stavelsen och trycksvagt e som i bonde i andra och tredje stavelsen.